# El Tambo (Nariño)
Pour les articles homonymes, voir El Tambo.
El Tambo est une municipalité située dans le département de Nariño en Colombie.